# Muhammad Sharif
Mian Muhammad Sharif  (Urdu محمد شریف; * 1920 im Dorf Jati Umra (heute Amritsar), Britisch-Indien; † 29. Oktober 2004 in Dschidda, Saudi-Arabien) war ein Großindustrieller in Pakistan und Vater zweier mehrfacher Premierminister: Nawaz Sharif und Shahbaz Sharif.

## Biografie
Sharif wurde in einem kleinen Dorf in der Provinz Punjab nahe Amritsar (heute im indischen Teil des Punjab) geboren. Im Jahr 1936 übersiedelte die Familie aus geschäftlichen Gründen nach Lahore, die damalige Hauptstadt der Provinz Punjab.
Mit seinen 6 Brüdern gründete Mian Sharif 1939 eine Gießerei, die nach und nach zu einem großen Firmenimperium ausgebaut wurde. Seine Betriebe wurden zur Keimzelle des Stahlkonzerns Ittefaq und Sharif zum größten Industrie-Tycoon des Landes. Während der Regierungszeit von Zulfikar Ali Bhutto (1973–1977) wurde ein Großteil des Familienbesitzes verstaatlicht, was dazu führte, dass die Familie Sharif, insbesondere Mians Söhne Nawaz und Shahbaz politisch aktiv wurden, mit dem Ziel, den enteigneten Familienbesitz wieder zurückzuerhalten. Nach der Absetzung Bhuttos durch einen Putsch und der Installation eines Militärregimes unter General Mohammed Zia-ul-Haq im Jahr 1977 erhielt die Familie Sharif den früheren Besitz wieder zurück.
Mian Sharifs Freund Muhammad Rafiq Tarar war von 1998 bis 2001 pakistanischer Staatspräsident. Am 10. Dezember 2000 wurden er und die gesamte Sharif-Familie im Rahmen eines politischen Deals gezwungen, sich nach Saudi-Arabien ins Exil zu begeben. Dort starb Mian Sharif am 29. Oktober 2004 in Dschidda. Am 1. November 2004 fand sein Begräbnis in Raiwind (Punjab) statt. Sein Nachfolger als Familienoberhaupt und Chef des Firmenimperiums wurde sein Sohn Nawaz.